# Direkte Präferenzmessung
Bei der direkten Präferenzmessung werden die Probanden unmittelbar nach ihren Präferenzen für eine bestimmte Alternative (z. B. eine politische Partei, ein Produkt) befragt.
Bei den direkten Verfahren zur Präferenzmessung kann grundsätzlich zwischen offenen (open-ended question formats) und geschlossenen (closed-ended question formats) Frageformen unterschieden werden. Weiter lassen sich die direkten Verfahren zur Präferenzmessung in hypothetische und anreizkompatible Verfahren unterscheiden.

## Direkte hypothetische Methode zur Präferenzmessung
Eine direkte hypothetische Methode zur Präferenzmessung ist zum Beispiel eine einfache offene Frage, wie Probanden eine bestimmte Alternative beurteilen. Hypothetische Verfahren unterliegen in vielen Fällen einem Messfehler, dem so genannten hypothetischen Messfehler (engl. hypothetical bias). Zur Reduktion bzw. Elimination des Messfehlers wurden so genannte anreizkompatible Verfahren entwickelt.

## Direktes anreizkompatibles Verfahren zur Präferenzmessung
Ein direktes anreizkompatibles Verfahren zur Präferenzmessung ist der BDM-Mechanismus. Hier werden die Probanden ebenfalls mit Hilfe einer offenen Frage zu ihren Präferenzen befragt. Ein Lotteriemechanismus soll dann sicherstellen, dass die genannten Präferenzen mit den wahren Präferenzen der Probanden übereinstimmen. Theoretisch lässt sich zeigen, dass es der dominanten Strategie eines Probanden entspricht seine wahre Zahlungsbereitschaft für ein bestimmtes Gut anzugeben (Bayesian-Nash-Equilibrium). Empirisch liefert der BDM-Mechanismus valide Messergebnisse für manche Applikationen (z. B. im Fall von niedrigpreisigen Gütern wie eine Dose Coca-Cola). Gleichzeitig wird der BDM-Mechanismus aufgrund seiner probalistischen Natur kritisiert.